# Pedro Reyes (futbolista)
Pedro Antonio Reyes González (Antofagasta, Chile, 13 de noviembre de 1972) es un exfutbolista y entrenador chileno, que jugaba como defensa. Su último club fue Deportes Antofagasta.
Defendió a la selección de fútbol de Chile en la Copa Mundial de Fútbol de 1998 y en los Juegos Olímpicos de Sídney 2000, en donde obtuvo medalla de bronce.
El 1 de mayo de 2008 se realizó su despedida en el Estadio Regional de Antofagasta, ciudad de la que es hijo ilustre. Dentro de los invitados que participaron de esta actividad estaban Iván Zamorano, Álex Aguinaga, Marco Antonio Etcheverry, entre otros.

## Trayectoria
Oriundo de Antofagasta, debutó en 1991 con Deportes Antofagasta, el equipo de su ciudad natal. Tras dos temporadas en primera división, en 1993 fue transferido a Colo-Colo, en donde obtuvo 4 torneos nacionales, dos copas y numerosas participaciones en torneos continentales. Tras 5 temporadas, no renueva su contrato y firma en el AJ Auxerre de la Ligue 1 francesa.En enero de 2002, rescindió su contrato por motivos familiares, regresando a Chile, esta vez para defender a Universidad de Chile.Luego de un paso sin penal ni gloria, firma por Unión Española.
En agosto de 2004 firma para Olimpia de Paraguay, sin embargo es despedido en noviembre del mismo año debido a la crisis económica y deportiva del Rey de Copas.Luego de pasos por Deportes La Serena, Audax Italiano y segundas etapas por Unión Española y Deportes Antofagasta, se retira del fútbol a fines del año 2007.

## Selección nacional

### Participaciones en Copas del Mundo
| Mundial                        | Sede    | Resultado        | Partidos |
| ------------------------------ | ------- | ---------------- | -------- |
| Copa Mundial de Fútbol de 1998 | Francia | Octavos de final | 4        |

### Participaciones en Juegos Olímpicos
| Olimpiadas                      | Sede      | Resultado         | Partidos |
| ------------------------------- | --------- | ----------------- | -------- |
| Juegos Olímpicos de Sídney 2000 | Australia | Medalla de Bronce | 6        |

### Participaciones en Copa América
| Copa                | Sede                | Resultado           | Partidos | Goles |
| ------------------- | ------------------- | ------------------- | -------- | ----- |
| Copa América 1999   | Paraguay            | Cuarto lugar        | 5        | 2     |
| Copa América 2001   | Colombia            | Cuartos de final    | 4        | 0     |
| Total de su carrera | Total de su carrera | Total de su carrera | 9        | 2     |

## Clubes

### Como jugador
| Club                 | País     | Año       |
| -------------------- | -------- | --------- |
| Deportes Antofagasta | Chile    | 1991-1992 |
| Colo-Colo            | Chile    | 1993-1998 |
| AJ Auxerre           | Francia  | 1999-2002 |
| Universidad de Chile | Chile    | 2002      |
| Unión Española       | Chile    | 2003-2004 |
| Olimpia              | Paraguay | 2004      |
| Deportes La Serena   | Chile    | 2005      |
| Audax Italiano       | Chile    | 2005      |
| Unión Española       | Chile    | 2006      |
| Deportes Antofagasta | Chile    | 2007      |

### Como ayudante técnico
| Club           | País           | Año       |
| -------------- | -------------- | --------- |
| Unión Española | Chile          | 2009-2015 |
| Colo-Colo      | Chile          | 2015-2016 |
| Al-Ittihad     | Arabia Saudita | 2016      |

## Palmarés

### Como jugador

#### Campeonatos nacionales
| Título           | Club      | País  | Año    |
| ---------------- | --------- | ----- | ------ |
| Primera División | Colo-Colo | Chile | 1993   |
| Copa Chile       | Colo-Colo | Chile | 1994   |
| Copa Chile       | Colo-Colo | Chile | 1996   |
| Primera División | Colo-Colo | Chile | 1996   |
| Primera División | Colo-Colo | Chile | 1997-C |
| Primera División | Colo-Colo | Chile | 1998   |

#### Campeonatos internacionales
| Título           | Equipo            | País      | Año  |
| ---------------- | ----------------- | --------- | ---- |
| Juegos Olímpicos | Selección Chilena | Australia | 2000 |

### Como ayudante técnico
| Título             | Club           | País           | Año    |
| ------------------ | -------------- | -------------- | ------ |
| Primera División   | Unión Española | Chile          | 2013-T |
| Supercopa de Chile | Unión Española | Chile          | 2013   |
| Primera División   | Colo Colo      | Chile          | A-2015 |
| Copa del Príncipe  | Ittihad F. C.  | Arabia Saudita | 2017   |
| Copa del Rey       | Ittihad F. C.  | Arabia Saudita | 2018   |

### Distinciones individuales
| Distinción                    | Año  |
| ----------------------------- | ---- |
| Futbolista del año en Chile   | 1997 |
| Mejor Director Técnico Futsal | 2010 |

## Vida privada
Hijo de Isabel González. estudió en el Instituto Comercial A-12 Casado con Ivonne Madariaga es padre de Paulina Nicole y Carolina Marione